# Kaštel Radojković u Škripu
Kaštel Radojković je kaštel u Škripu na Braču, na adresi Pjaca 17, Grad Supetar.

## Opis dobra
Kaštel Radojković je smješten na zapadnom rubu gradinskog naselja na kojem je podignut Veli Škrip. U zapadnom ogradnom zidu dvorišta sačuvani su megalitski blokovi ilirske gradine zvani “kiklopske zidine”. Sklop Radojković sastoji se od dvije jednokatnice i trokatne kule na sjeverozapadu s ograđenim dvorištem. Prizemni dio kule sa svodom vjerojatno pripada antičkom mauzoleju ili kuli uz prapovijesni bedem. Nad njom je nadograđena visoka kula započeta u kasnoj antici i dovršena u 16. i 17. st. za mletačko-turskih sukoba. Cijeli je sklop pokriven kamenim krovovima sa složenim sustavom odvodnje kamenim olucima. U sklopu je smješten Muzej otoka Brača.

## Zaštita
Pod oznakom Z-5003 zaveden je kao nepokretno kulturno dobro - pojedinačno, pravna statusa zaštićena kulturnog dobra, klasificirano kao "javne građevine".

## Vanjske poveznice
|  | Zajednički poslužitelj ima još gradiva o temi Kaštel Radojković u Škripu |